# Tussaud (krater)
För andra betydelser, se Tussaud.
Tussaud är en nedslagskrater med en diameter på ungefär 16 kilometer, på planeten Venus. Tussaud har fått sitt namn efter skulptören Marie Tussaud.